# Marsdenia coulteri
Marsdenia coulteri là một loài thực vật có hoa trong họ La bố ma. Loài này được Hemsl. mô tả khoa học đầu tiên năm 1882.